# Independence Square (Basseterre)

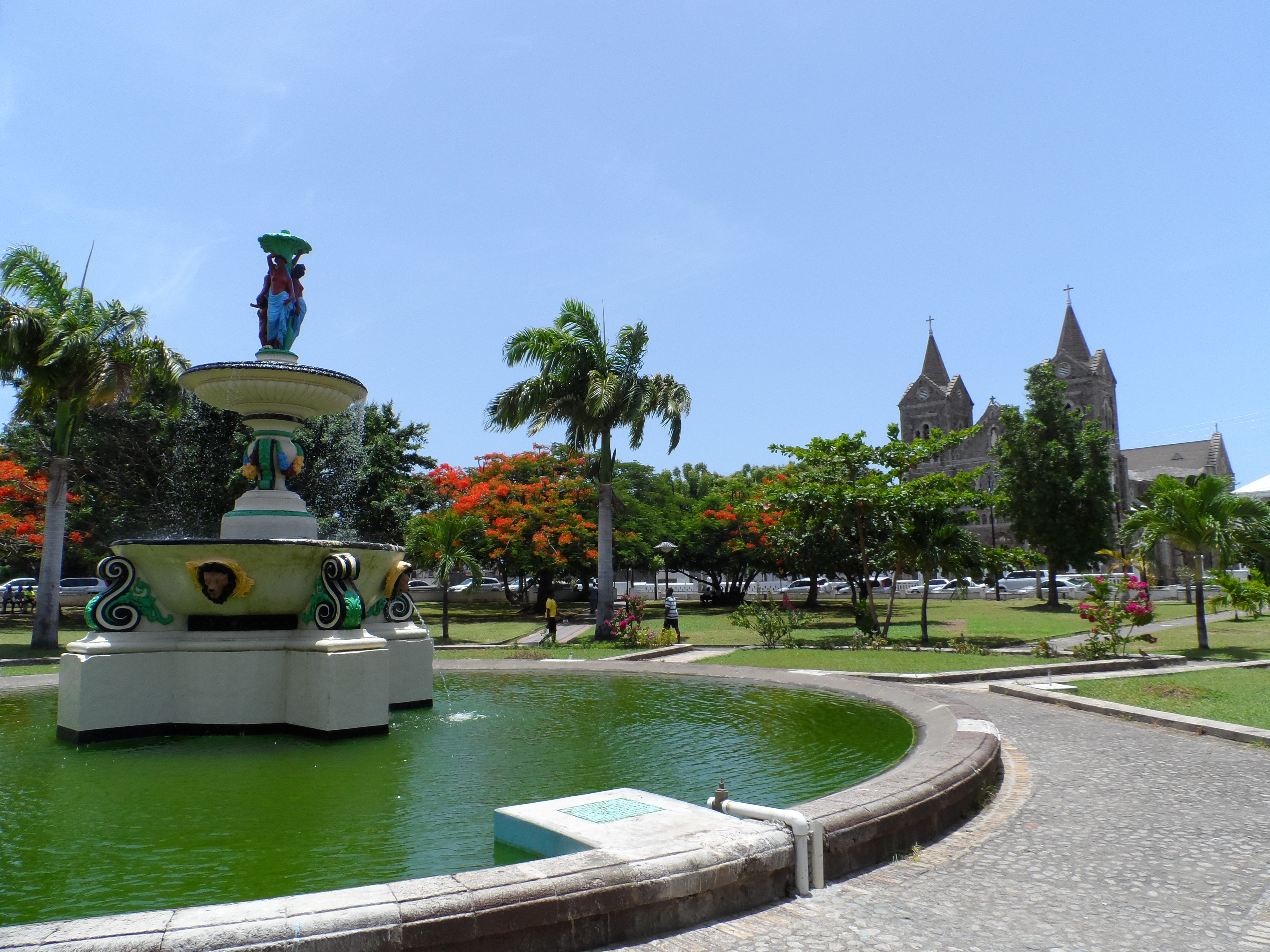
Independence Square

Independence Square ist ein Platz in Basseterre im Parish Saint George Basseterre, St. Kitts und Nevis.

## Geographie
Der Platz ist ein ungleichmäßiges Viereck mit einem großen runden Brunnen im Zentrum. Er liegt zentral in Basseterre, zwischen der Cayon Street im Norden und der Bay Road im Süden. Er wird eingerahmt durch North, East, South und West Independence Street, wobei die West Independence Street die Verbindung zwischen Cayon Street und Bay Road bildet. An dieser Straße befindet sich auch die St. Kitts-Nevis-Anguilla National Bank. Gegenüber an der Ostseite des Platzes steht die Basseterre Co-Cathedral of Immaculate Conception.

## Geschichte
Der Platz hieß ursprünglich Pall Mall Square und war ein Ort für den Sklavenhandel. Sklaven aus Afrika wurden im Keller eines Gebäudes auf der Südseite des Platzes eingesperrt. Die Regierung erwarb das Gelände 1750 und rasch wurde der Platz zum administrativen, kommerziellen und sozialen Zentrum von Basseterre. 
Als St. Kitts und Nevis die politische Unabhängigkeit erlangte (19. September 1983) wurde der Platz umbenannt.